# South Williamsport
South Williamsport es un borough ubicado en el condado de Lycoming en el estado estadounidense de Pensilvania. En el año 2000 tenía una población de 6,412 habitantes y una densidad poblacional de 1,318.1 personas por km².

## Geografía
South Williamsport se encuentra ubicado en las coordenadas 41°13′45″N 77°0′2″O / 41.22917, -77.00056

## Demografía
Según la Oficina del Censo en 2000 los ingresos medios por hogar en la localidad eran de $34,018 y los ingresos medios por familia eran $40,673. Los hombres tenían unos ingresos medios de $31,892 frente a los $22,088 para las mujeres. La renta per cápita para la localidad era de $18,658. Alrededor del 10.3% de la población estaba por debajo del umbral de pobreza.